# Ацоне (платформа)
А́цоне (латыш. Acone) — железнодорожный остановочный пункт на линии Рига — Эргли, на границе Саласпилсского и Ропажского краёв Латвии, рядом с рижской ТЭЦ-2. Здесь проходят грузовые поезда на пути из Шкиротавы к станции Сауриеши и предприятию фирмы Knauf. Рядом с остановкой располагаются пути отстоя ООО «Dzelzceļu būve» и подъездной путь ТЭЦ-2.

## История
Остановочный пункт открыт одновременно с открытием участка Рига — Сунтажи 26 ноября 1935 года. Пассажирское здание построено в 1937 году по проекту Волдемара Озолиньша. В советское время здание национализировали и разделили на несколько квартир. По состоянию на 2016 год, используется как жилой дом.
На станции Ацоне ранее находилась база резервных пассажирских вагонов, на 2016 год эти пути принадлежат ООО «Dzelzceļu būve». Пассажирское сообщение по остановочному пункту Ацоне прекращено в 2007 году.
Через территорию станции Ацоне, по полотну прежней линии Рига — Эргли, планируется проложить линию Rail Baltica. В рамках её строительства возможна реконструкция и восстановление остановочного пункта Ацоне.